# Jan Lundqvist
Jan Henrik Lundqvist, född 4 augusti 1926 i Stocksund i Danderyds församling, död 8 maj 2024 i Nora i Danderyd, var en svensk geolog. Han var son till Gösta Lundqvist och bror till Thomas Lundqvist.
Lundqvist var verksam vid Sveriges geologiska undersökning (SGU) 1951–1980 och blev filosofie doktor och docent i kvartärgeologi vid Stockholms högskola 1958. Han var professor i nämnda ämne vid Stockholms universitet 1980–1993. Han var främst inriktad på glacialgeologi, glacialmorfologi och kvartär stratigrafi.
Lundqvist invaldes som ledamot av svenska Vetenskapsakademien 1980 och var ordförande i Geologiska Föreningen i Stockholm 1986–1988.